# Marcos Senna
Marcos Antonio Senna da Silva (São Paulo, 17 juli 1976) - voetbalnaam Marcos Senna - is een in Brazilië geboren voormalig betaald voetballer die sinds 2006 de Spaanse nationaliteit bezit. Hij speelde bij voorkeur als verdedigende middenvelder. In 2002 verruilde Senna AD São Caetano voor Villarreal CF. In 2006 debuteerde hij in het Spaans voetbalelftal. Van 2013 tot 2015 speelde Senna voor New York Cosmos.
Senna is de neef van Marcos Assunção, betaald voetballer bij onder meer AS Roma en Real Betis Sevilla.

## Clubvoetbal
Senna's profloopbaan begon in 1997 bij Rio Branco EC. De middenvelder was in zijn geboorteland actief voor SC Corinthians (1999/00), EC Juventude (2000/01) en AD São Caetano (2001/02). In 2002 werd Senna gecontracteerd door Villarreal CF. Vanaf het seizoen 2004/05 was hij een vaste waarde voor het elftal. Als verdedigend ingestelde steun voor spelmaker Juan Román Riquelme was Senna van belang bij het behalen van de derde plaats in de Primera División in 2005 en de halve-finaleplaats in de UEFA Champions League in 2006.
Hij is de speler met de meeste wedstrijden voor Villarreal CF. In juni 2013 tekende Senna voor het Amerikaanse New York Cosmos. In november 2015 beëindigde hij zijn loopbaan.

## Nationaal elftal
Nadat Senna de Spaanse nationaliteit verkreeg, maakte de middenvelder op 1 maart 2006 in het oefenduel tegen Ivoorkust zijn debuut in het Spaans nationaal elftal. Hij was na Donato Gama da Silva en Henrique Catanha de derde geboren Braziliaan die voor La Furía Roja speelde en na Donato, Vicente Engonga en Catanha de vierde donkere speler in het Spaans nationaal elftal. Senna behoorde tot de Spaanse selectie voor het WK 2006. Hij speelde op het WK tegen Oekraïne en Tunesië in de groepsfase als basisspeler en in de verloren achtste finale tegen Frankrijk als invaller voor Xavi Hernández. Tegen Oekraïne scoorde de middenvelder, maar zijn doelpunt werd afgekeurd. Na het WK speelde Senna enige tijd niet voor Spanje maar vanaf eind 2007 behoorde hij weer tot de Spaanse selecties. Op het EK van 2008 in Oostenrijk en Zwitserland werd hij Europees kampioen met Spanje door in de finale met 1-0 te winnen van Duitsland.

## Spelerstatistieken
| Seizoen     | Club            | Competitie            | Competitie | Competitie | Competitie | Beker | Beker | Beker | Internationaal | Internationaal | Internationaal | Totaal | Totaal | Totaal |
| Seizoen     | Club            | Competitie            | Wed.       | Dlp.       | Ass.       | Wed.  | Dlp.  | Ass.  | Wed.           | Dlp.           | Ass.           | Wed.   | Dlp.   | Ass.   |
| ----------- | --------------- | --------------------- | ---------- | ---------- | ---------- | ----- | ----- | ----- | -------------- | -------------- | -------------- | ------ | ------ | ------ |
| 1999        | SC Corinthians  | Campeonato Brasileiro | 0          | 0          | 0          | 0     | 0     | 0     | 2              | 0              | 0              | 2      | 0      | 0      |
| 2000        | SC Corinthians  | Campeonato Brasileiro | 0          | 0          | 0          | 0     | 0     | 0     | 5              | 0              | 0              | 5      | 0      | 0      |
| Club Totaal | Club Totaal     | Club Totaal           | 0          | 0          | 0          | 0     | 0     | 0     | 7              | 0              | 0              | 7      | 0      | 0      |
| 2002        | AD São Caetano  | Campeonato Brasileiro | 0          | 0          | 0          | 0     | 0     | 0     | 13             | 0              | 0              | 13     | 0      | 0      |
| Club Totaal | Club Totaal     | Club Totaal           | 0          | 0          | 0          | 0     | 0     | 0     | 13             | 0              | 0              | 13     | 0      | 0      |
| 2002/03     | Villarreal CF   | Primera División      | 16         | 2          | 0          | 0     | 0     | 0     | —              | —              | —              | 16     | 2      | 0      |
| 2003/04     | Villarreal CF   | Primera División      | 9          | 0          | 0          | 0     | 0     | 0     | 1              | 0              | 0              | 10     | 0      | 0      |
| 2004/05     | Villarreal CF   | Primera División      | 29         | 2          | 0          | 0     | 0     | 0     | 10             | 0              | 0              | 39     | 2      | 0      |
| 2005/06     | Villarreal CF   | Primera División      | 30         | 3          | 0          | 1     | 0     | 0     | 13             | 1              | 0              | 44     | 4      | 0      |
| 2006/07     | Villarreal CF   | Primera División      | 33         | 0          | 0          | 2     | 0     | 0     | —              | —              | —              | 35     | 0      | 0      |
| 2007/08     | Villarreal CF   | Primera División      | 34         | 4          | 8          | 5     | 1     | 0     | 4              | 1              | 0              | 43     | 6      | 8      |
| 2008/09     | Villarreal CF   | Primera División      | 26         | 2          | 1          | 0     | 0     | 0     | 8              | 2              | 0              | 34     | 4      | 1      |
| 2009/10     | Villarreal CF   | Primera División      | 30         | 1          | 2          | 3     | 0     | 0     | 7              | 3              | 2              | 40     | 4      | 4      |
| 2010/11     | Villarreal CF   | Primera División      | 20         | 1          | 1          | 1     | 0     | 0     | 6              | 0              | 0              | 27     | 1      | 1      |
| 2011/12     | Villarreal CF   | Primera División      | 31         | 5          | 2          | 1     | 0     | 0     | 6              | 0              | 0              | 38     | 5      | 2      |
| 2012/13     | Villarreal CF   | Segunda División A    | 33         | 5          | 0          | 0     | 0     | 0     | —              | —              | —              | 33     | 5      | 0      |
| Club Totaal | Club Totaal     | Club Totaal           | 291        | 25         | 14         | 13    | 1     | 0     | 55             | 7              | 2              | 359    | 33     | 16     |
| 2013        | New York Cosmos | NASL                  | 13         | 5          | 1          | 0     | 0     | 0     | —              | —              | —              | 13     | 5      | 1      |
| 2014        | New York Cosmos | NASL                  | 20         | 3          | 2          | 0     | 0     | 0     | —              | —              | —              | 20     | 3      | 2      |
| 2015        | New York Cosmos | NASL                  | 20         | 3          | 0          | 2     | 0     | 0     | —              | —              | —              | 22     | 3      | 0      |
| Club Totaal | Club Totaal     | Club Totaal           | 53         | 11         | 3          | 2     | 0     | 0     | 0              | 0              | 0              | 55     | 11     | 3      |
| TOTAAL      | TOTAAL          | TOTAAL                | 344        | 36         | 17         | 15    | 1     | 0     | 75             | 7              | 2              | 434    | 44     | 19     |

## Erelijst
Corinthians
- Campeonato Brasileiro Série A: 1999
- Campeonato Paulista: 1999
- FIFA Club World Championship: 2000

 Villarreal
- UEFA Intertoto Cup: 2003, 2004

 New York Cosmos
- North American Soccer League: 2013 Fall Championship, 2015 Spring Championship
- Soccer Bowl: 2013, 2015
- North American Supporters' Trophy: 2015

 Spanje
- Europees kampioenschap: 2008

Individueel
- UEFA Europees Kampioenschap Team van het Toernooi: 2008
- Premio Don Balón – Spaans Speler van het Jaar: 2008

1 Casillas ·
2 Salgado ·
3 Pernía ·
4 Marchena ·
5 Puyol ·
6 Albelda ·
7 Raúl  ·
8 Xavi ·
9 Torres ·
10 Reyes ·
11 García ·
12 López ·
13 Iniesta ·
14 Alonso ·
15 Ramos ·
16 Senna ·
17 Joaquín ·
18 Fàbregas ·
19 Cañizares ·
20 Juanito ·
21 Villa ·
22 Ibáñez ·
23 Reina ·
Coach: Aragonés
1 Casillas  ·
2 Albiol ·
3 Navarro ·
4 Marchena ·
5 Puyol ·
6 Iniesta ·
7 Villa ·
8 Xavi ·
9 Torres ·
10 Fàbregas ·
11 Capdevila ·
12 Cazorla ·
13 Palop ·
14 Alonso ·
15 Ramos ·
16 García ·
17 Güiza ·
18 Arbeloa ·
19 Senna ·
20 Juanito ·
21 Silva ·
22 De la Red ·
23 Reina ·
Coach: Aragonés